# Julius von Bismarck
Pour les articles homonymes, voir Bismarck.
Julius von Bismarck, né en 1983 à Vieux-Brisach, est un artiste allemand.

## Biographie
Julius von Bismarck a grandi à Riyad, Fribourg et Berlin.
Il étudie la communication et le design à l'UDK (Université des arts de Berlin) dont il sort diplômé en 2005, puis intègre ensuite le Hunter College de New York en 2007. En 2008, il reçoit le prix Ars Electronica pour sa création Image Fulgurator.
En 2009 il étudie au Studio Olafur Eliasson où il sera l'élève d'Olafur Eliasson, et en sort diplômé en 2013, après un court passage au CERN à Genève.
Le travail de Julius von Bismarck s'articule  autour de la science et des nouvelles technologies.

## Performances
- 2012 : Space Beyond Me avec James Wells, Universite Paris 8, Paris, France
- 2011 : Image Fulgurator and the Perpetual Storytelling Apparatus, impact - Utrecht, Pays-Bas
- 2011 : Trendtag Fotographie, TGM - Munich, Allemagne
- 2011 : Kackwald, Festival Nation of Gondwana - Berlin, Allemagne
- 2011 : Handlungsbereitschaft, Skizze einer Generation am Ende der Geschichte avec Dorothee Elmiger - Berlin, Allemagne
- 2011 : Index, Cabaret Voltaire, Zurich, Suisse
- 2009 : The Infuancers, Centre de Cultura Contemporánia de Barcelona, Barcelona, Espagne
- 2009 : Image Fulgurator, Schiecentrale Studios, Rotterdam, Pays-Bas
- 2009 : My Map Is Not Your Map, Artxibo Arteleku, San Sebastian, Espagne
- 2008 : HU-Berlin, Institut für Physik, Berlin, Allemagne[4]